# Pendragon (Band)

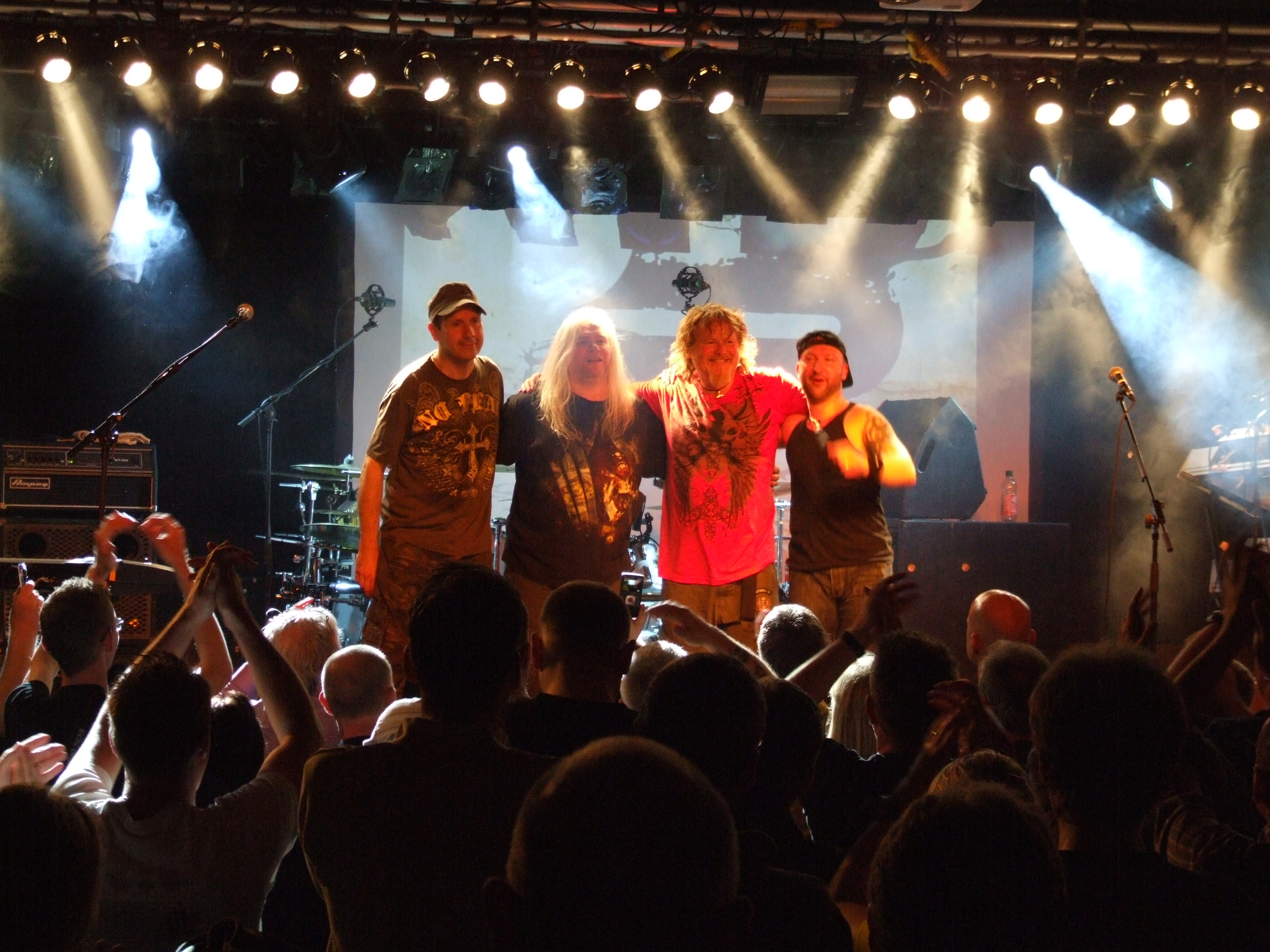
Pendragon, 2010, Aschaffenburg

Pendragon ist eine englische Neo-Prog-Band.

## Geschichte
Pendragon wurde 1978 unter dem Namen „Zeus Pendragon“ von dem Sänger und Gitarristen Nick Barrett (* 8. Juni 1961) gegründet. Der Bestandteil „Zeus“ fiel jedoch noch vor den ersten Aufnahmen weg. Nachdem es in den Frühzeiten der Band einige Personaländerungen gegeben hatte, blieb die Besetzung ab 1986 unverändert. Erst 2006 ersetzte Joe Crabtree den ursprünglichen Schlagzeuger Fudge Smith und wurde 2008 wiederum durch Scott Higham abgelöst. Seit 2014 spielt Craig Blundell das Schlagzeug.
Anlässlich ihres 30-jährigen Bestehens gingen Pendragon im Herbst 2008 auf eine ausgedehnte Europatournee, die sie auch für fünf Konzerte nach Deutschland führte. Im Jahr 2011 folgte dem Studioalbum Passion eine große Europatournee. Im Oktober 2014 erschien das zehnte Studioalbum Men Who Climb Mountains.

## Stil
Die Musik von Pendragon wird von dem emotionalen Gitarrenspiel und dem Gesang Nick Barretts beherrscht. Im Laufe der über 30-jährigen Bandgeschichte hat sich der Stil der Band stark verändert: Waren die ersten Alben noch deutlich vom Neo-Prog und Bands wie Marillion geprägt, so kamen im späteren Verlauf AOR- und New-Artrock-Einflüsse hinzu.

## Diskografie

### Studio-Alben
- The Jewel (1985)
- Kowtow (1988)
- The World (1991)
- The Window of Life (1993)
- The Masquerade Overture (1996)
- Not of This World (2001)
- Believe (2005)
- Pure (2008)
- Passion (2011)
- Men Who Climb Mountains (2014)
- Love over Fear (2020)
- North Star (2023)

### Mini-Alben
- Fly High Fall Far (1984)
- Fallen Dreams and Angels (1994)
- As Good as Gold (1996)

### Live-Alben
- 9:15 Live (1986)
- The Very Very Bootleg (1993)
- Utrecht … the Final Frontier (1995)
- Live in Kraków (1997)
- Live at Last… and More (2002)
- Acoustically Challenged (2002)
- Liveosity (2004)
- And Now Everybody to the Stage (2006)
- Concerto Maximo (2009)
- Out of Order Comes Chaos (2013)
- Masquerade 20 (2017)

### Best-of-Alben
- The Rest of Pendragon (1991)
- 1984–96 Overture (1998)
- Once upon a Time in England Vol. 1
- Once upon a Time in England Vol. 2
- The Round Table (2001, Neuauflage von 1984 bis 1996 Overture)
- The History 1984–2000 (2000)

### DVDs
- Live at Last… and More (2002)
- Liveosity (2004)
- A Rush of Adrenaline (2006)
- And Now Everybody to the Stage (2006)
- Past and Presence (2007)
- Concerto Maximo (2009)
- Out of Order Comes Chaos (2013)
- Masquerade 20 (2017)

Pendragon 2010 live in Aschaffenburg
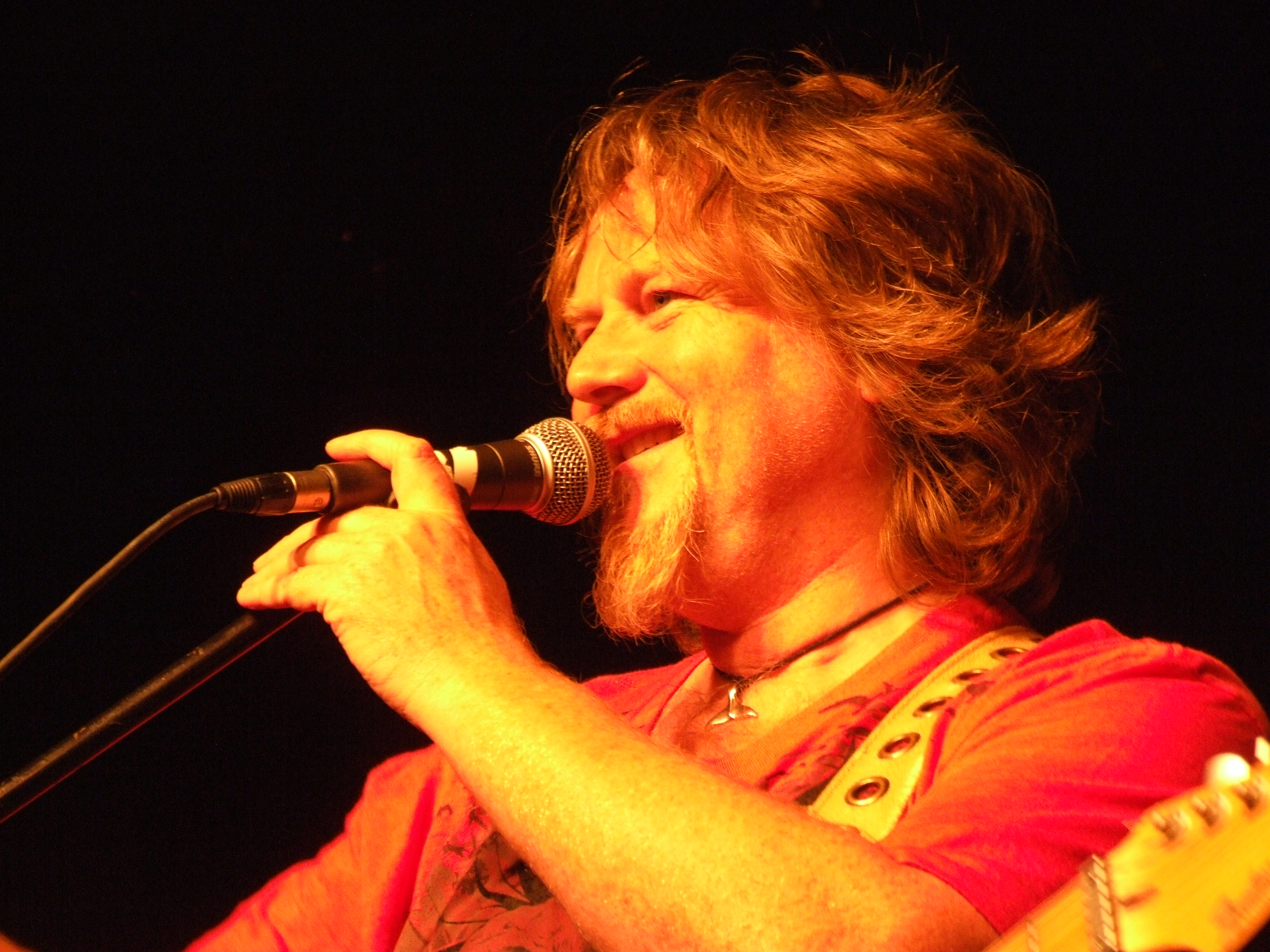
Nick Barrett, Gesang, Gitarre, Gründer von Pendragon
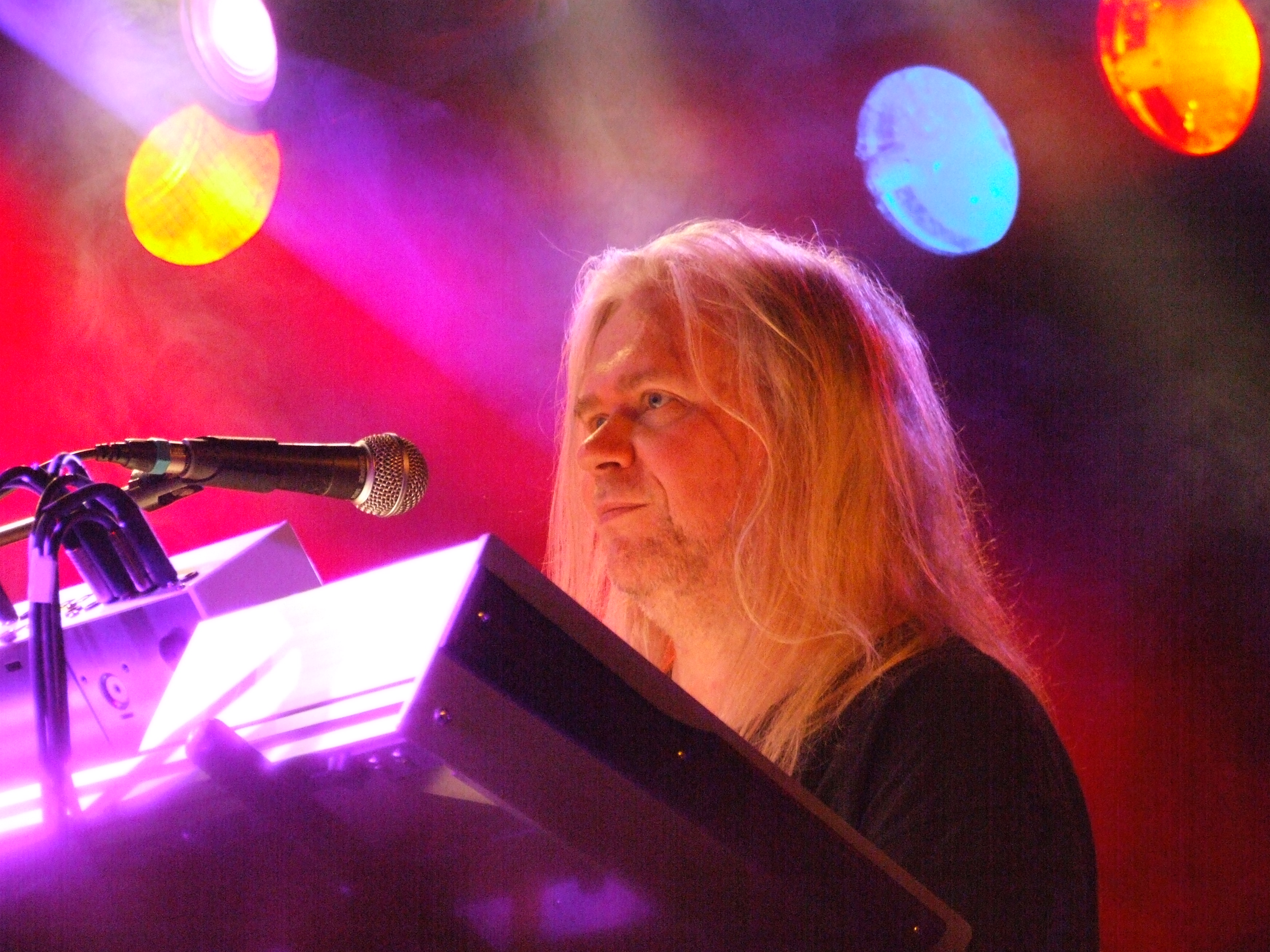
Clive Nolan, Keyboard, 2010
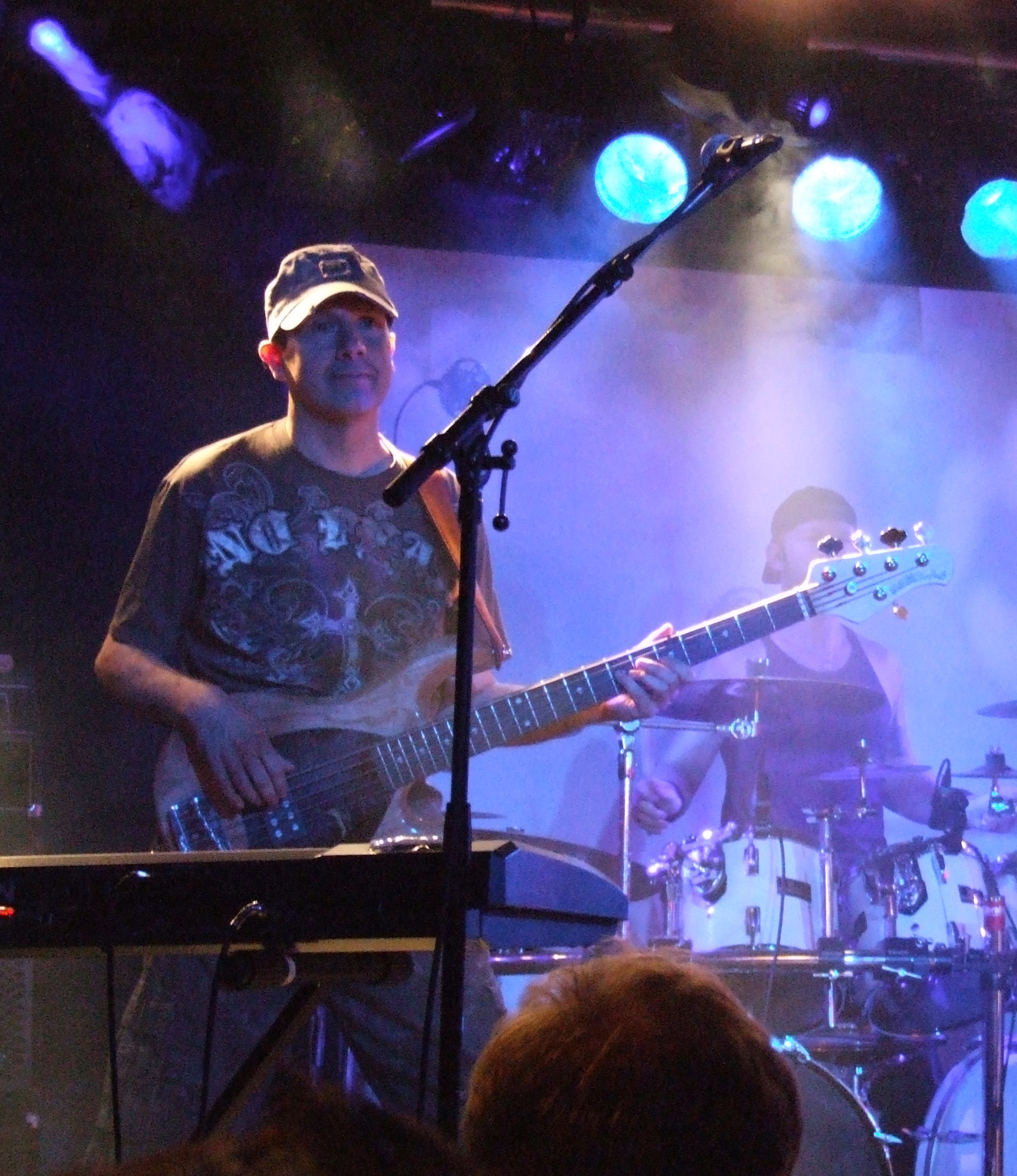
Peter Gee, Bass, 2010
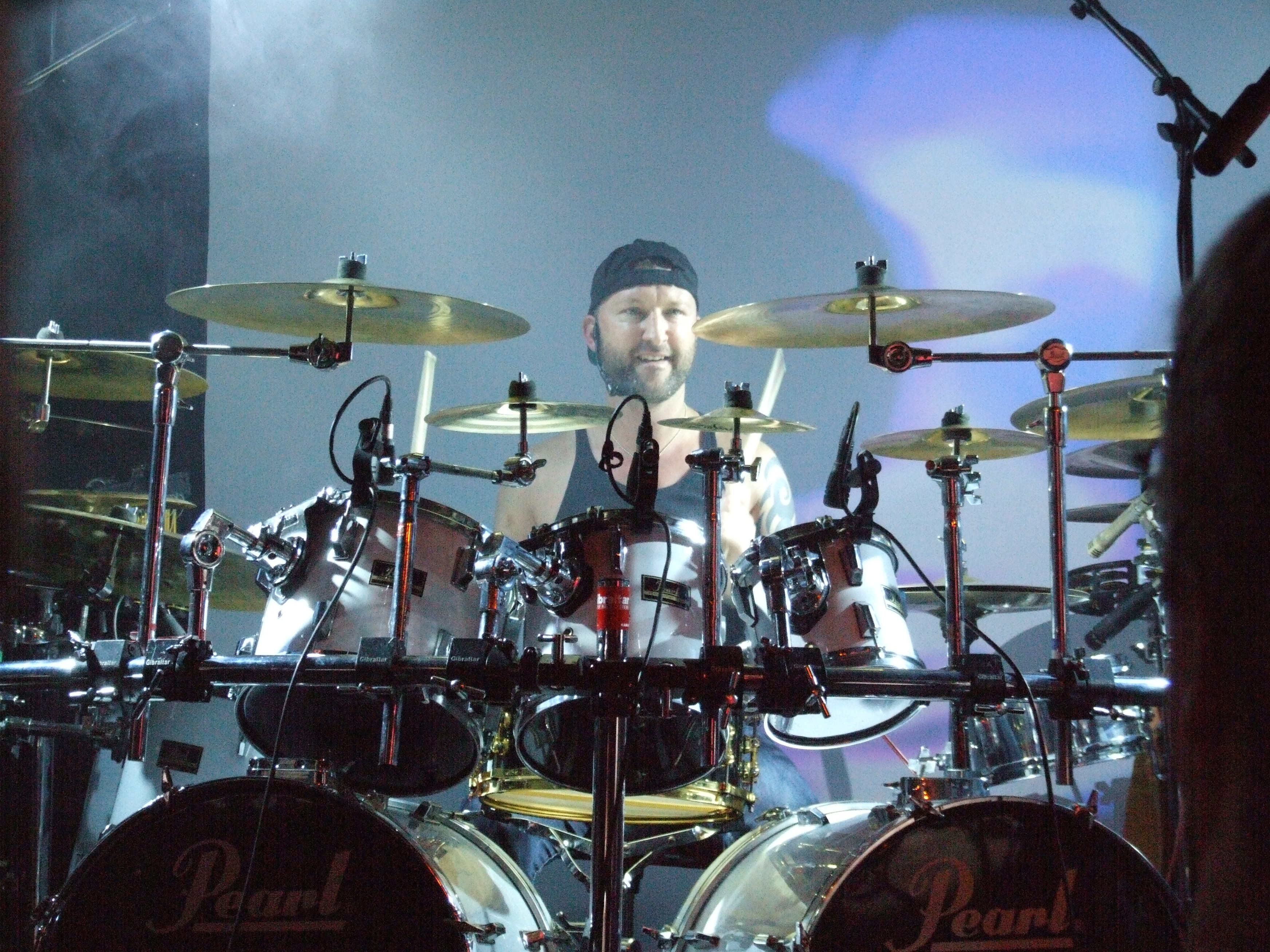
Scott Higham, Schlagzeug, 2010